# Национальная филармония имени Сергея Лункевича

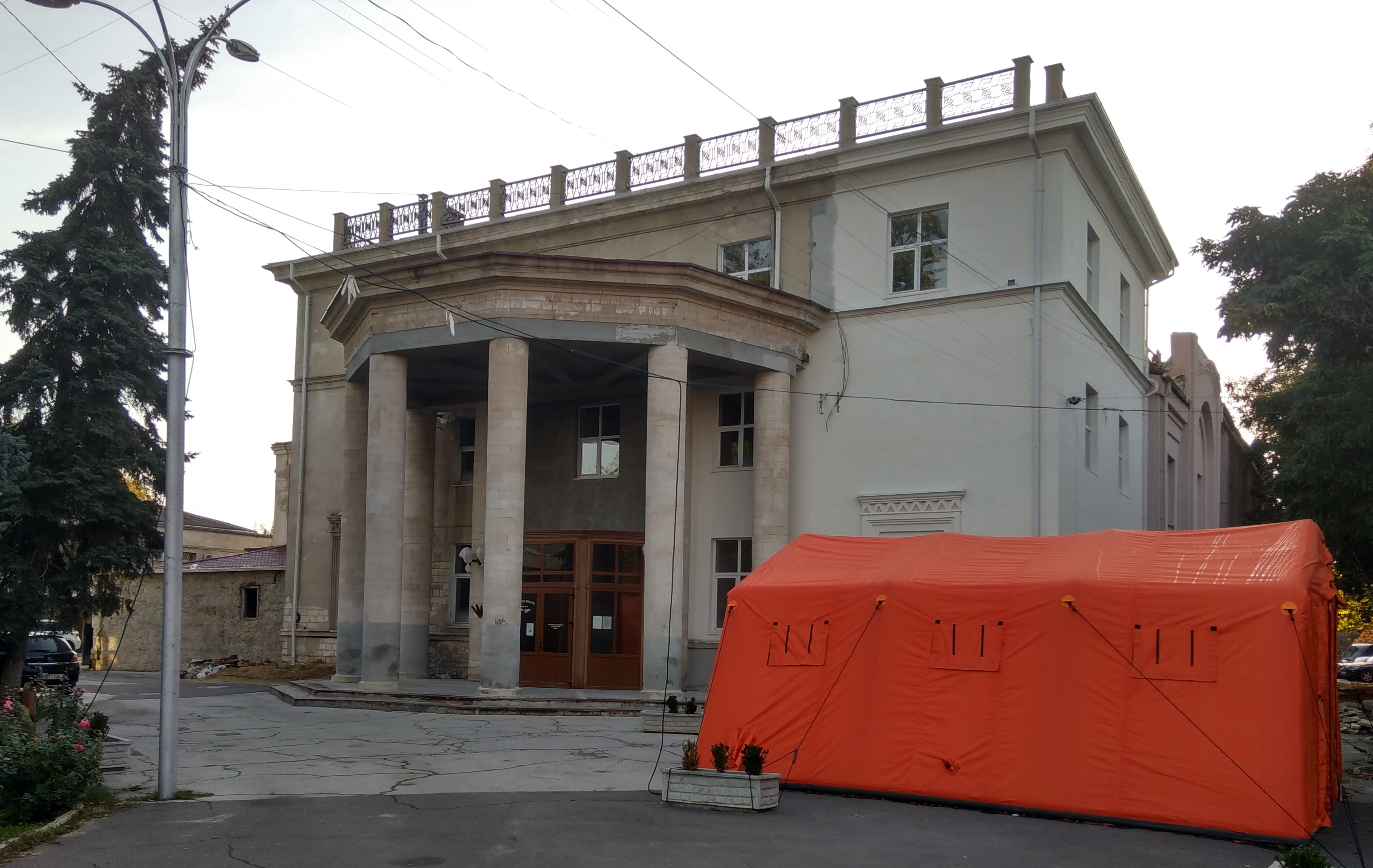
Фасад филармонии в октябре 2020 года

Национальная филармония имени Сергея Лункевича (рум. Filarmonica Națională „Serghei Lunchevici”) — молдавская концертная организация, работающая в Кишинёве.
Создана как Молдавская государственная филармония в 1940 году в Кишинёве с целью пропаганды музыкального творчества и исполнительского мастерства. Под началом Филармонии работают коллективы симфонической музыки, хоровой, эстрадной музыки и хореографические ансамбли, также такие известные творческие коллективы как симфонический оркестр Молдавии, академическая хоровая капелла «Дойна», оркестр народной музыки «Флуераш», академический ансамбль народного танца «Жок», ансамбль народной музыки «Лэутарий» и др.
Филармония организовывает турне для солистов и коллективов по стране и за границу. В советское время число концертов достигало 4 тысяч в год. Также филармония способствует организации гастролей зарубежных художественных коллективов в Молдавии, ведёт воспитательную, музыкально-просветительскую деятельность среди школьников, организуя для них тематические концерты, встречи и вечера искусства. Концерты коллективов филармонии проходят в Большом и Малом концертных залах, Органном зале, во дворце «Октомбрие».
В 2003 году Молдавской филармонии было присвоено имя Сергея Александровича Лункевича.
Здание филармонии находится по адресу: Кишинёв, ул. Митрополита Варлаама, 78. Оно реконструировалось в 1960—62 гг. под руководством архитектора В. Войцеховского. Главный вход украшен выносным 6-колонным портиком, придающим зданию выразительность и торжественость.
Здание Молдавской Государственной Филармонии потерпело сильный пожар 24 сентября 2020 года.